# Rokka: Braves of the Six Flowers
Rokka: Braves of the Six Flowers (六花の勇者 Rokka no Yūsha?, "De sex blommornas hjältar") är en serie japanska lättromaner skrivna av Ishio Yamagata och utgivna av förlaget Shueisha från 2011.
En mangaversion av lättromanerna produceras mellan början på 2012 och slutet på 2014 i den japanska serietidningen Super Dash & Go!.
I mitten på november 2014 blev det känt att en anime skulle produceras. Den sändes mellan juli och september 2015 på japansk TV.

## Lättromaner
Lättromanerna skrivs av Ishio Yamagata och publiceras av Shueisha i Japan. Den första lättromanen publicerades den 25 augusti 2011.
| Nr | Utgivning        | ISBN                   |
| -- | ---------------- | ---------------------- |
| 1  | 25 augusti 2011  | ISBN 978-4-08-630633-1 |
| 2  | 25 april 2012    | ISBN 978-4-08-630671-3 |
| 3  | 22 november 2012 | ISBN 978-4-08-630710-9 |
| 4  | 25 juli 2013     | ISBN 978-4-08-630745-1 |
| 5  | 21 november 2014 | ISBN 978-4-08-631008-6 |
| 6  | 24 juli 2015     | ISBN 978-4-08-631056-7 |

## Manga
Mangan publicerades mellan den 25 februari 2012 och 20 november 2014 i tidningen Super Dash & Go!, som ges ut av förlaget Shueisha. Totalt fyra volymer gavs ut.

## Anime
Animen produceras av den japanska animeringsstudion Passione och regisseras av Takeo Takahashi. Totalt 12 episoder producerades av animen mellan juli och september 2015.

### Rollista
| Adlet Myer                     | – Sōma Saitō       |
| Nachetanya Loei Piena Augustra | – Yōko Hikasa      |
| Fremy Speeddraw                | – Aoi Yūki         |
| Goldof Auora                   | – Kōki Uchiyama    |
| Chamo Rosso                    | – Ai Kakuma        |
| Mora Chester                   | – Rina Satō        |
| Hans Humpty                    | – Kenichi Suzumura |
| Rolonia Manchetta              | – Hisako Kanemoto  |

### Avsnitt
| Nr | Titel                            | Datum             |
| -- | -------------------------------- | ----------------- |
| 1  | "The Strongest Man in the World" | 4 juli 2015       |
| 2  | "The First Journey"              | 11 juli 2015      |
| 3  | "The Girl Who Kills Braves"      | 18 juli 2015      |
| 4  | "The Heroes Gather"              | 25 juli 2015      |
| 5  | "The Seventh Brave"              | 1 augusti 2015    |
| 6  | "A Trap and a Rout"              | 8 augusti 2015    |
| 7  | "The Reason of the Two"          | 15 augusti 2015   |
| 8  | "The Average Man and the Genius" | 22 augusti 2015   |
| 9  | "Blossoms of Doubt"              | 29 augusti 2015   |
| 10 | "Desperate Situation"            | 5 september 2015  |
| 11 | "Counter Attack"                 | 12 september 2015 |
| 12 | "The Time to Reveal the Answer"  | 19 september 2015 |